# Ніколас Котонер
Ніколас Котонер і де Олеса (ісп. Nicolás Cotoner y de Oleza; 1605, Пальма-де-Мальорка — 26 квітня 1680, Валлетта) — 60/61-й Великий магістр ордену госпітальєрів (1663—1680), молодший брат Рафаеля Котонера, 60/61-го Великого магістра Мальтійського ордену.

## Орфографія та передача імені
- Ніколас Котонер [4]
- лат. Nicolavs Cotoner — на монетах
- ісп. Nicolás Cotoner y de Oleza [5]
- фр. Nicolas Cotoner [6]
- фр. Nicolas Cotoner [7]
- італ. Nicolao Cotoner [8] [9]

Передача з іспанської мови — Ніколас Котонер, з французької — Нікола Котоне, з італійської — Ніколао Котонер, з латинської — Ніколаус Котонер.

## Біографія

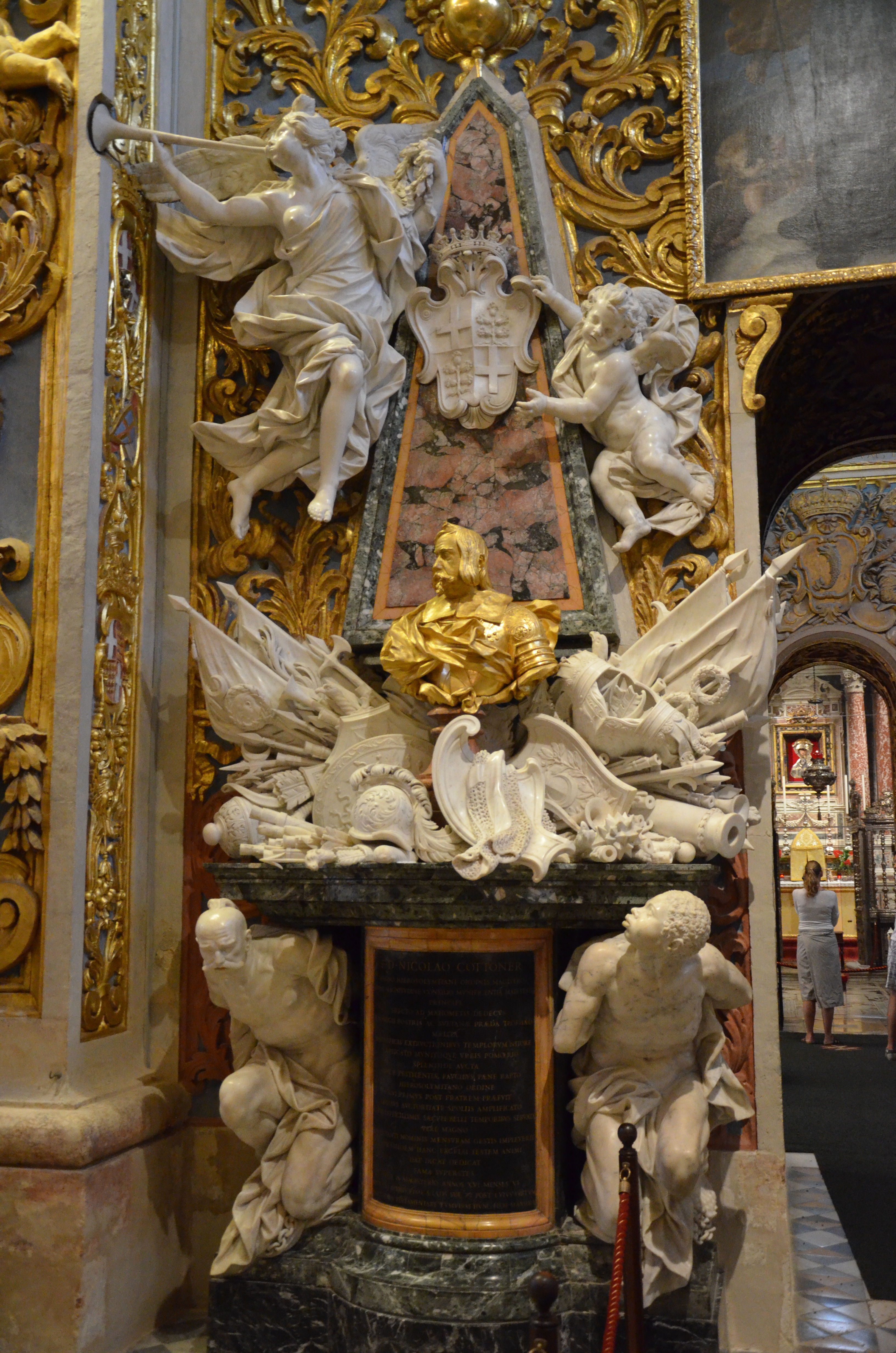
Монумент присвяченний Великому Магістру Ніколо Котанеру в секції Арагону. Собор Святого Іоанна (Валлетта)

Ніколаса Котонера відносять то до французьких, то до іспанських лицарів . Проте, 61-го великого магістра ордену іоаннітів було поховано в капелі «мови» Арагона, але не Франції, Кастилії чи Італії.
Ніколас Котонер і де Олеса походив із знатної фамілії Мальорки . На гербі сім'ї зображений вирваний із ґрунту кущ бавовни, від якого походить назва прізвища. Своїм корінням рід йшов у Тоскану, звідки в XIV столітті один із його представників прибув на Мальорку. Ніколас Котонер народився 1605 року в Пальмі, столиці Мальорки .
Ніколас Котонер успадкував від старшого брата Рафаеля посаду бальї Мальорки  (el bailiazgo de Mallorca), був обраний великим магістром після його смерті, значно зміцнив острів, побудувавши серію фортець  . Найважливіша потужна лінія оборони на пагорбі Санта Маргарита стала називатися на його честь Ла Котонера (La Cotonera) . Метою фортифікаційної споруди був захист населення острова у разі турецького нападу. Для зведення укріплення магістр вдався до допомоги герцога Савойського (duque de Saboya), котрий відкомандував для того на острів свого підданого, відомого військового інженера графа де Вальперга (conde de Valperga) . 28 серпня 1670 року великий магістр урочисто заклав перший камінь. Зведення лінії тривало близько 10 років, потім було призупинено через брак коштів, а завершилося через 30 років .
У правління Рафаеля та Ніколаса Котонерів відомий художник- караваджист Матіас Преті розписував стелю у соборі св. Іоанна  і за свою чудову роботу удостоївся посвяти в лицарі Мальтійського ордена . Згідно з іншими джерелами, у лицарі художника присвятив папа римський Урбан VIII . Роботи велися 13 років . До інших значущих звершень Ніколаса Котонера належить заснування кафедри анатомії та кафедри медицини в Школі сакральної хірургії (Sacra Infermeria) в 1674 році, а також прийняття статуту та укладання ордена в тому ж році .
Помер великий магістр Ніколас Котонер і де Олеса після болісної та тривалої хвороби 20 квітня 1680 року. Похований, як і старший брат Рафаель, у Валлетті у соборі св. Іоанна в капелі «мови» Арагона (фр. dans la chapelle de la Langue d’Aragon  ; ісп. en la Capilla da la Lengua de Aragón ). Інші джерела вказують на інший день смерті: 26 квітня , 29 квітня, або 29 серпня .
Епітафія та опис випущених за час його правління монет та двох медалей наведені в книзі «Аннали Мальтійського ордену» (Annales de l'Ordre de Malte) .
В соборі Івана Богослова є скульптурна композиція, яка датується приблизно 1680 роком чи пізніше. В горішній частині композиції — бюст Великого маґістра Мальтійського ордену Ніколо Котонера (1660—1663 рр.), а підтримують його дві мармурові фігури — турок (ліворуч) і мавр (праворуч), уособлення ісламу й варварства. Турка часто помилково плутають з козаком.